# Mágocs-Alsómocsolád vasútállomás

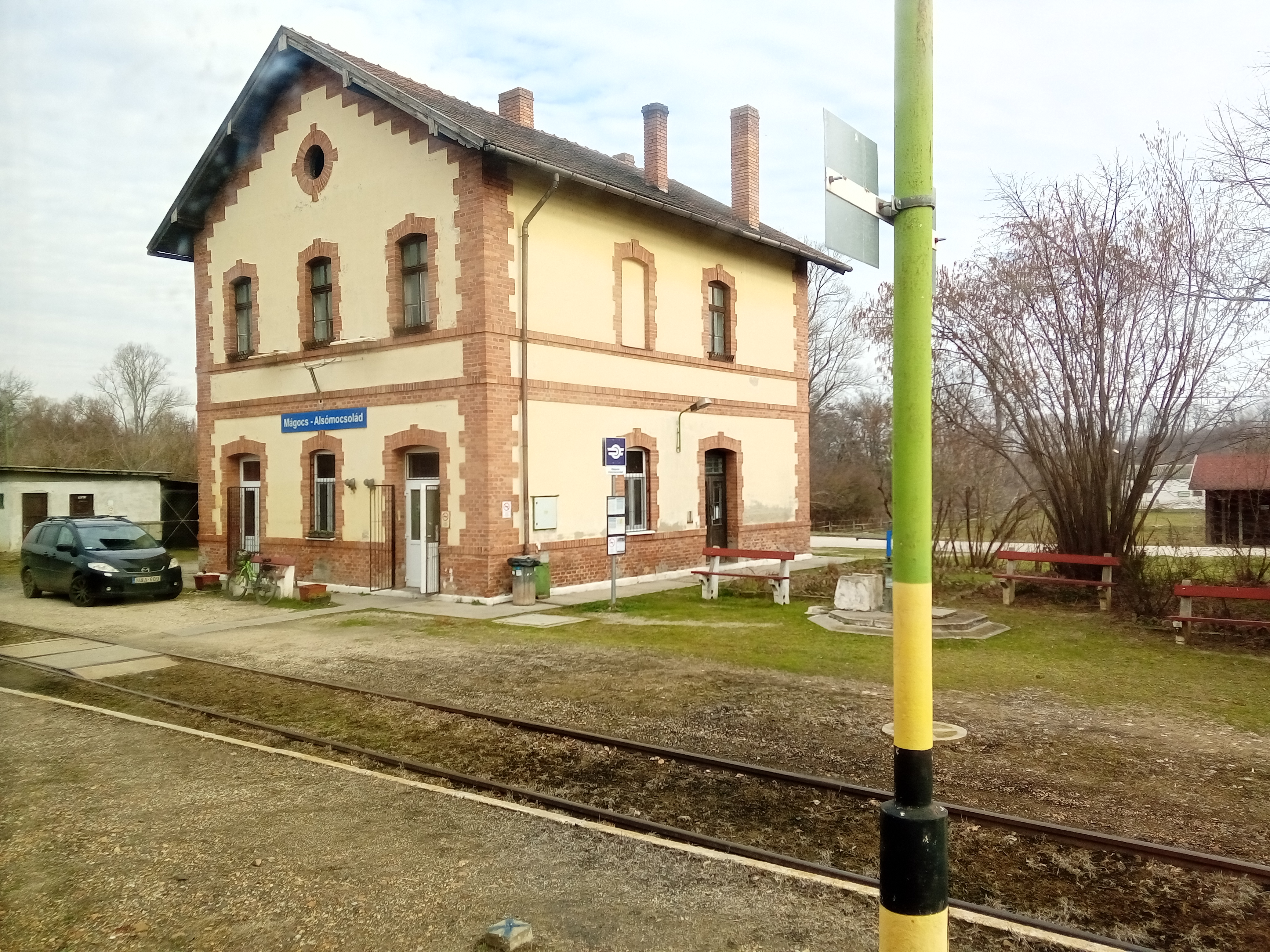
A vasútállomás 2023. február 11-én a 38714-es személyvonatból fotózva

Mágocs-Alsómocsolád vasútállomás egy Baranya vármegyei vasútállomás, Alsómocsolád községben, a MÁV üzemeltetésében.
Külterületek között helyezkedik el, Alsómocsolád központjától bő 2 kilométerre nyugatra, a másik névadó település, Mágocs centrumától majdnem 5 kilométerre délre; közúti elérését a Bonyhád-Kaposszekcső közti 6534-es útból, Mágocson kiágazó 65 174-es számú mellékút biztosítja.

## Vasútvonalak
Az állomást az alábbi vasútvonalak érintik:
- Dombóvár–Bátaszék-vasútvonal

## Kapcsolódó állomások
A vasútállomáshoz az alábbi állomások vannak a legközelebb:
- Csikóstőttős megállóhely (Dombóvár–Bátaszék-vasútvonal)
- Szalatnak megállóhely (Dombóvár–Bátaszék-vasútvonal)

## Forgalom
| Járat        | Útvonal | Gyakoriság   |
| ------------ | --- | ------------ |
| személyvonat | Dombóvár – Csikóstőttős – Mágocs-Alsómocsolád – Szalatnak – Szászvár – Máza-Szászvár – Váralja – Nagymányok – Hidas-Bonyhád – Cikó – Mőcsény – Mórágy – Bátaszék – Alsónyék – Pörböly – Baja-Dunafürdő – Baja | Napi 5-6 pár |